# Murilo Endres
Murilo Endres (Passo Fundo, 3 maggio 1981) è un pallavolista brasiliano.
Gioca nel ruolo di schiacciatore nel Serviço Social da Indústria.

## Carriera
La carriera di Murilo Endres inizia nel 1998 tra le file dell'Esporte Clube Banespa, con cui vince due volte il Campionato Paulista in cinque stagioni. Durante il periodo trascorso col Banespa gioca anche per la nazionale juniores, vincendo nel 2000 la medaglia d'argento al campionato sudamericano juniores e nel 2001 la medaglia d'oro al campionato mondiale juniores. Nel 2003 viene ingaggiato dall'Esporte Clube União Suzano senza vincere alcun trofeo in due stagioni; nonostante questo esordisce in nazionale maggione nel 2004, vincendo la medaglia d'oro alla World League.
Nell'estate del 2005 vince la medaglia d'oro alla World League, al campionato sudamericano e alla Grand Champions Cup; si aggiudica anche la medaglia d'argento alla Coppa America. Dopo questi risultati viene ingaggiato per la prima volta all'estero dalla Callipo Sport, in Italia con cui centra la salvezza. Nell'estate del 2006 vince nuovamente la World League e, successivamente, il campionato mondiale. Dalla stagione 2006-07 intraprende un deludente sodalizio di tre anni con la Pallavolo Modena, in cui vince soltanto una Challenge Cup. In nazionale continua a collezionare medaglie: nel 2007 vince la medaglia d'oro alla World League, ai XV Giochi panamericani, al campionato sudamericano e alla Coppa del Mondo e vince un'altra medaglia d'argento alla Coppa America; nel 2008 vince la terza medaglia d'argento consecutiva alla Coppa America e, soprattutto, è finalista ai Giochi della XXIX Olimpiade.
Durante l'estate del 2009 diventa titolare in nazionale e vince la medaglia d'oro alla World League, al campionato sudamericano, dove viene premiato come miglior giocatore, e alla Grand Champions Cup. Nello stesso anno torna a giocare in Brasile nel club neonato Serviço Social da Indústria, con cui vince subito il Campionato Paulista. Nel 2010 vince l'ennesima World League ed il secondo campionato mondiale consecutivo, vincendo il premio MVP in entrambe le competizioni. Nel 2011 vince per la prima volta la Superliga brasiliana, ricevendo un altro premio come miglior giocatore. Nel 2012 vince la medaglia d'argento ai Giochi della XXX Olimpiade di Londra, venendo nominato anche miglior giocatore.
Nel 2013 salta l'intera estate con la nazionale per potersi operare alla spalla, per poi vincere la medaglia d'argento alla World League 2014 e al campionato mondiale 2014.

## Vita privata
È il fratello minore del pallavolista Gustavo Endres ed è sposato con la pallavolista Jaqueline de Carvalho.

## Palmarès

### Club
- Campionato brasiliano: 1

2010-11
- Campionato Paulista: 5

2000, 2001, 2009, 2011, 2012
- Challenge Cup: 1

2007-08

### Nazionale (competizioni minori)
- Campionato sudamericano juniores 2000
- Campionato mondiale juniores 2001
- Coppa America 2005
- Coppa America 2007
- Giochi panamericani 2007
- Coppa America 2008
- Memorial Hubert Wagner 2010

### Premi individuali
- 2007 - Serie A1: Miglior attaccante[2]
- 2009 - Campionato sudamericano: MVP
- 2010 - World League: MVP
- 2010 - Memorial Hubert Wagner: MVP
- 2010 - Campionato Mondiale: MVP
- 2010 - Comitato Olimpico del Brasile: Prêmio Brasil Olímpico Sportivo brasiliano dell'anno
- 2011 - Superliga: MVP della finale
- 2011 - Superliga: Miglior ricevitore
- 2011 - Campionato sudamericano per club: MVP
- 2011 - World League: Miglior ricevitore
- 2012 - Giochi della XXX Olimpiade: MVP
- 2013 - Superliga Série A: Miglior ricevitore
- 2014 - Campionato mondiale: Miglior schiacciatore